# بروس كونر
بروس كونر (بالإنجليزية: Bruce Conner)‏ هو مصور ورسام ومخرج أمريكي، ولد في 18 نوفمبر 1933 في ماكفرسون في الولايات المتحدة، وتوفي في 7 يوليو 2008 في سان فرانسيسكو في الولايات المتحدة.

## وصلات خارجية
- بروس كونر على موقع IMDb (الإنجليزية)
- بروس كونر على موقع ألو سيني (الفرنسية)
- بروس كونر على موقع تيرنر كلاسيك موفيز (الإنجليزية)
- بروس كونر على موقع أول موفي (الإنجليزية)
- بروس كونر على موقع قاعدة بيانات الأفلام السويدية (السويدية)
- بروس كونر على موقع ديسكوغز (الإنجليزية)
- بروس كونر على موقع قاعدة بيانات الفيلم (الإنجليزية)
- بروس كونر على موقع كينوبويسك (الروسية)